# Fußball-Club Gelsenkirchen-Schalke 04 2017-2018
Questa voce raccoglie le informazioni riguardanti l' Fußball-Club Gelsenkirchen-Schalke 04  nelle competizioni ufficiali della stagione 2017-2018.

## Stagione
Nella stagione 2017-2018 lo Schalke conclude secondo in campionato qualificandosi alla fase a gironi della UEFA Champions League 2018-2019 . In Coppa di Germania esce in semifinale contro l'Eintracht Francoforte.

## Maglie e sponsor
| Casa | Trasferta | Terza maglia |

## Rosa 2017-2018
| N. |                        | Ruolo | Calciatore               |
| -- | ---------------------- | ----- | ------------------------ |
| 1  | Germania (bandiera)    | P     | Ralf Fährmann (capitano) |
| 2  | Stati Uniti (bandiera) | C     | Weston McKennie          |
| 3  | Spagna (bandiera)      | D     | Pablo Insua              |
| 5  | Serbia (bandiera)      | D     | Matija Nastasić          |
| 7  | Germania (bandiera)    | A     | Max Meyer                |
| 8  | Germania (bandiera)    | C     | Leon Goretzka            |
| 9  | Argentina (bandiera)   | A     | Franco Di Santo          |
| 10 | Algeria (bandiera)     | C     | Nabil Bentaleb           |
| 11 | Ucraina (bandiera)     | C     | Jevhen Konopljanka       |
| 14 | Ghana (bandiera)       | D     | Abdul Rahman Baba        |
| 17 | Francia (bandiera)     | C     | Benjamin Stambouli       |
| 18 | Italia (bandiera)      | C     | Daniel Caligiuri         |
| 19 | Austria (bandiera)     | A     | Guido Burgstaller        |

| N. |                     | Ruolo | Calciatore          |
| -- | ------------------- | ----- | ------------------- |
| 20 | Germania (bandiera) | D     | Thilo Kehrer        |
| 21 | Germania (bandiera) | D     | Sascha Riether      |
| 22 | Croazia (bandiera)  | A     | Marko Pjaca         |
| 23 | Germania (bandiera) | A     | Cedric Teuchert     |
| 24 | Germania (bandiera) | D     | Bastian Oczipka     |
| 25 | Marocco (bandiera)  | C     | Amine Harit         |
| 28 | Austria (bandiera)  | C     | Alessandro Schöpf   |
| 29 | Brasile (bandiera)  | D     | Naldo               |
| 32 | Ghana (bandiera)    | A     | Bernard Tekpetey    |
| 34 | Austria (bandiera)  | P     | Michael Langer      |
| 35 | Germania (bandiera) | P     | Alexander Nübel     |
| 36 | Svizzera (bandiera) | A     | Breel-Donald Embolo |

## Organigramma societario
Area tecnica
- Allenatore: Domenico Tedesco
- Allenatore in seconda: Lars Gerling, Peter Perchtold, Mirco Schüller
- Preparatore dei portieri: Simon Henzler
- Preparatori atletici: Daniel Behlau, Ruwen Faller, Christoph Kaminski, Holger Remmers

## Risultati

### Bundesliga

#### Girone di andata
| Arbitro: | Zwayer |

|                                     |           |  |
| Bentaleb 43’ (rig.) Konopljanka 73’ | Marcatori |  |

| Arbitro: | Ittrich |

|              |           |  |
| Jonathas 67’ | Marcatori |  |

| Arbitro: | Willenborg |

|                                              |           |           |
| Bentaleb 4’ (rig.) Naldo 47’ Burgstaller 48’ | Marcatori | 40’ Akolo |

| Arbitro: | Brand |

|          |           |                                   |
| Sané 20’ | Marcatori | 22’ (aut.) Veljković 83’ Goretzka |

| Arbitro: | Fritz |

|  |           |                                                |
|  | Marcatori | 25’ (rig.) Lewandowski 29’ Rodríguez 75’ Vidal |

| Arbitro: | Stegemann |

|                     |           |  |
| Geiger 13’ Rupp 90’ | Marcatori |  |

| Arbitro: | Winkmann |

|              |           |            |
| Goretzka 34’ | Marcatori | 61’ Bailey |

| Arbitro: | Brand |

|  |           |                                     |
|  | Marcatori | 54’ (rig.) Goretzka 78’ Burgstaller |

| Arbitro: | Steinhaus |

|                              |           |  |
| Goretzka 13’ Burgstaller 74’ | Marcatori |  |

| Arbitro: | Schmidt |

|                     |           |           |
| Bentaleb 43’ (rig.) | Marcatori | 90’ Origi |

| Arbitro: | Brych |

|  |           |               |
|  | Marcatori | 62’ Caligiuri |

| Arbitro: | Hartmann |

|                                  |           |  |
| Santo 17’ (rig.) Burgstaller 77’ | Marcatori |  |

| Arbitro: | Aytekin |

|                                                             |           |                                                   |
| Aubameyang 12’ Stambouli 18’ (aut.) Götze 20’ Guerreiro 25’ | Marcatori | 61’ Burgstaller 65’ Harit 86’ Caligiuri 90’ Naldo |

| Arbitro: | Stieler |

|                           |           |                          |
| Burgstaller 36’ Harit 72’ | Marcatori | 50’, 77’ (rig.) Guirassy |

| Arbitro: | Stegemann |

|            |           |                        |
| Kramer 24’ | Marcatori | 62’ (aut.) Vestergaard |

| Arbitro: | Jablonski |

|                                                |           |                                   |
| Santo 44’ Burgstaller 47’ Caligiuri 83’ (rig.) | Marcatori | 64’ Caiuby 79’ (rig.) Gregoritsch |

| Arbitro: | Kampka |

|                     |           |                      |
| Jović 1’ Haller 65’ | Marcatori | 82’ Embolo 90’ Naldo |

#### Girone di ritorno
| Arbitro: | Aytekin |

|                                |           |           |
| Keïta 41’ Werner 69’ Bruma 71’ | Marcatori | 55’ Naldo |

| Arbitro: | Petersen |

|           |           |              |
| Pjaca 16’ | Marcatori | 86’ Füllkrug |

| Arbitro: | Zwayer |

|  |           |                            |
|  | Marcatori | 14’ Naldo 19’ (rig.) Harit |

| Arbitro: | Winkmann |

|                 |           |                         |
| Konopljanka 24’ | Marcatori | 79’ Kruse 90’ Junuzović |

| Arbitro: | Stieler |

|                           |           |           |
| Lewandowski 6’ Müller 36’ | Marcatori | 29’ Santo |

| Arbitro: | Brand |

|                       |           |              |
| Kehrer 11’ Embolo 28’ | Marcatori | 78’ Kramarić |

| Arbitro: | Siebert |

|  |           |                                     |
|  | Marcatori | 11’ Burgstaller 89’ (rig.) Bentaleb |

| Arbitro: | Stegemann |

|           |           |  |
| Pjaca 37’ | Marcatori |  |

| Arbitro: | Brych |

|  |           |               |
|  | Marcatori | 55’ Caligiuri |

| Arbitro: | Cortus |

|  |           |                   |
|  | Marcatori | 86’ (aut.) Knoche |

| Arbitro: | Stieler |

|                                      |           |  |
| Caligiuri 63’ (rig.) Burgstaller 73’ | Marcatori |  |

| Arbitro: | Dingert |

|                                |           |                          |
| Kostić 17’ Holtby 52’ Hunt 84’ | Marcatori | 9’ Naldo 63’ Burgstaller |

| Arbitro: | Gräfe |

|                           |           |  |
| Konopljanka 50’ Naldo 82’ | Marcatori |  |

| Arbitro: | Fritz |

|                           |           |                           |
| Bittencourt 26’ Risse 83’ | Marcatori | 5’ Embolo 23’ Konopljanka |

| Arbitro: | Osmers |

|                      |           |             |
| Caligiuri 45’ (rig.) | Marcatori | 32’ Raffael |

| Arbitro: | Kampka |

|         |           |                 |
| Max 27’ | Marcatori | 23’, 34’ Kehrer |

| Arbitro: | Willenborg |

|                 |           |  |
| Burgstaller 26’ | Marcatori |  |

### Coppa di Germania
| Arbitro: | Aarnink |

|  |           |                      |
|  | Marcatori | 78’, 90’ Konopljanka |

| Arbitro: | Jablonski |

|            |           |                                              |
| Blacha 76’ | Marcatori | 26’ Santo 30’ Burgstaller 53’ (aut.) Mintzel |

| Arbitro: | Hartmann |

|           |           |  |
| Meyer 63’ | Marcatori |  |

| Arbitro: | Dingert |

|                 |           |  |
| Burgstaller 10’ | Marcatori |  |

| Arbitro: | Hartmann |

|  |           |           |
|  | Marcatori | 75’ Jović |

## Statistiche

### Statistiche di squadra
| Competizione      | Punti | In casa | In casa | In casa | In casa | In casa | In casa | In trasferta | In trasferta | In trasferta | In trasferta | In trasferta | In trasferta | Totale | Totale | Totale | Totale | Totale | Totale | DR  |
| Competizione      | Punti | G       | V       | N       | P       | Gf      | Gs      | G            | V            | N            | P            | Gf           | Gs           | G      | V      | N      | P      | Gf     | Gs     | DR  |
| ----------------- | ----- | ------- | ------- | ------- | ------- | ------- | ------- | ------------ | ------------ | ------------ | ------------ | ------------ | ------------ | ------ | ------ | ------ | ------ | ------ | ------ | --- |
| Bundesliga        | 63    | 17      | 10      | 5       | 2       | 27      | 15      | 17           | 8            | 4            | 5            | 26           | 22           | 34     | 18     | 9      | 7      | 53     | 37     | +16 |
| Coppa di Germania | -     | 3       | 2       | 0       | 1       | 2       | 1       | 2            | 2            | 0            | 0            | 5            | 1            | 5      | 4      | 0      | 1      | 7      | 2      | +5  |
| Totale            | -     | 20      | 12      | 5       | 3       | 29      | 16      | 19           | 10           | 4            | 5            | 31           | 23           | 39     | 22     | 9      | 8      | 60     | 39     | +21 |

### Andamento in campionato
| Giornata  | 1 | 2 | 3 | 4 | 5 | 6 | 7 | 8 | 9 | 10 | 11 | 12 | 13 | 14 | 15 | 16 | 17 | 18 | 19 | 20 | 21 | 22 | 23 | 24 | 25 | 26 | 27 | 28 | 29 | 30 | 31 | 32 | 33 | 34 |
| --------- | - | - | - | - | - | - | - | - | - | -- | -- | -- | -- | -- | -- | -- | -- | -- | -- | -- | -- | -- | -- | -- | -- | -- | -- | -- | -- | -- | -- | -- | -- | -- |
| Luogo     | C | T | C | T | C | T | C | T | C | C  | T  | C  | T  | C  | T  | C  | T  | T  | C  | T  | C  | T  | C  | T  | C  | T  | T  | C  | T  | C  | T  | C  | T  | C  |
| Risultato | V | P | V | V | P | P | N | V | V | N  | V  | V  | N  | N  | N  | V  | N  | P  | N  | V  | P  | P  | V  | V  | V  | V  | V  | V  | P  | V  | N  | N  | V  | V  |
| Posizione | 3 | 8 | 5 | 4 | 6 | 7 | 9 | 6 | 5 | 5  | 4  | 2  | 3  | 3  | 3  | 2  | 2  | 3  | 3  | 3  | 5  | 6  | 6  | 3  | 2  | 2  | 2  | 2  | 2  | 2  | 2  | 2  | 2  | 2  |

Legenda:

Luogo: C = Casa; T = Trasferta. Risultato: V = Vittoria; N = Pareggio; P = Sconfitta.

### Statistiche dei giocatori
| Giocatore      | Bundesliga | Bundesliga | Bundesliga  | Bundesliga | Coppa di Germania | Coppa di Germania | Coppa di Germania | Coppa di Germania | Totale   | Totale | Totale      | Totale     |
| Giocatore      | Presenze   | Reti       | Ammonizioni | Espulsioni | Presenze          | Reti              | Ammonizioni       | Espulsioni        | Presenze | Reti   | Ammonizioni | Espulsioni |
| -------------- | ---------- | ---------- | ----------- | ---------- | ----------------- | ----------------- | ----------------- | ----------------- | -------- | ------ | ----------- | ---------- |
| R. Fährmann    | 34         | 0          | 1           | 0          | 5                 | 0                 | 0                 | 0                 | 39       | 0      | 1           | 0          |
| M. Langer      | -          | -          | -           | -          | -                 | -                 | -                 | -                 | -        | -      | -           | -          |
| A. Nübel       | 1          | 0          | 0           | 0          | -                 | -                 | -                 | -                 | 1        | 0      | 0           | 0          |
| A. Baba        | 1          | 0          | 0           | 0          | -                 | -                 | -                 | -                 | 1        | 0      | 0           | 0          |
| T. Kehrer      | 28         | 3          | 4           | 0          | 5                 | 0                 | 1                 | 0                 | 33       | 3      | 5           | 0          |
| Naldo          | 34         | 7          | 4           | 0          | 4                 | 0                 | 1                 | 0                 | 38       | 7      | 5           | 0          |
| M. Nastasić    | 24         | 0          | 5           | 1          | 3                 | 0                 | 0                 | 0                 | 27       | 0      | 5           | 1          |
| B. Oczipka     | 29         | 0          | 2           | 0          | 4                 | 0                 | 1                 | 0                 | 33       | 0      | 3           | 0          |
| P. Insua       | 1          | 0          | 1           | 0          | -                 | -                 | -                 | -                 | 1        | 0      | 1           | 0          |
| S. Riether     | -          | -          | -           | -          | -                 | -                 | -                 | -                 | -        | -      | -           | -          |
| B. Stambouli   | 28         | 0          | 4           | 0          | 4                 | 0                 | 0                 | 0                 | 32       | 0      | 4           | 0          |
| N. Bentaleb    | 16         | 4          | 2           | 1          | 3                 | 0                 | 0                 | 0                 | 19       | 4      | 2           | 1          |
| D. Caligiuri   | 33         | 6          | 4           | 0          | 4                 | 0                 | 0                 | 0                 | 37       | 6      | 4           | 0          |
| L. Goretzka    | 26         | 4          | 3           | 0          | 3                 | 0                 | 0                 | 0                 | 29       | 4      | 3           | 0          |
| A. Harit       | 31         | 3          | 3           | 0          | 4                 | 0                 | 1                 | 0                 | 35       | 3      | 4           | 0          |
| Y. Konoplyanka | 27         | 4          | 1           | 0          | 3                 | 2                 | 0                 | 0                 | 30       | 6      | 1           | 0          |
| W. McKennie    | 22         | 0          | 3           | 0          | 3                 | 0                 | 0                 | 0                 | 25       | 0      | 3           | 0          |
| M. Meyer       | 24         | 0          | 6           | 0          | 4                 | 1                 | 0                 | 0                 | 28       | 1      | 6           | 0          |
| A. Schöpf      | 15         | 0          | 3           | 0          | 4                 | 0                 | 0                 | 0                 | 19       | 0      | 3           | 0          |
| G. Burgstaller | 32         | 11         | 8           | 0          | 5                 | 2                 | 1                 | 0                 | 37       | 13     | 9           | 0          |
| F. Di Santo    | 30         | 3          | 4           | 0          | 4                 | 1                 | 0                 | 0                 | 34       | 4      | 4           | 0          |
| B. Embolo      | 21         | 3          | 4           | 0          | 2                 | 0                 | 0                 | 0                 | 23       | 3      | 4           | 0          |
| M. Pjaca       | 7          | 2          | 0           | 0          | 2                 | 0                 | 0                 | 0                 | 9        | 2      | 0           | 0          |
| B. Tekpetey    | -          | -          | -           | -          | -                 | -                 | -                 | -                 | -        | -      | -           | -          |
| C. Teuchert    | 4          | 0          | 0           | 0          | 2                 | 0                 | 0                 | 0                 | 6        | 0      | 0           | 0          |
| Coke           | 1          | 0          | 1           | 0          | 1                 | 0                 | 0                 | 0                 | 2        | 0      | 1           | 0          |
| F. Reese       | 7          | 0          | 0           | 0          | -                 | -                 | -                 | -                 | 7        | 0      | 0           | 0          |